# Ercileide Laurinda da Silva
Ercileide Laurinda Da Silva (18/09/1975, Anápolis ) é uma atleta paralímpica brasileira na modalidade de bocha paralímpica na classe BC4. A atleta tem distrofia muscular de cintura. Pratica o esporte no clube ADEFU, em Minas Gerais.
Foi campeã 3 vezes do Campeonato Brasileiro de Bocha Paralímpica na classe BC4.
Conquistou a medalha de prata por equipe nos Jogos Parapanamericanos de 2019, em Lima, e participou dos Jogos Paralímpicos de Verão de 2020, em Tóquio.